# The Amateur Detective
The Amateur Detective é um curta-metragem de comédia mudo produzido nos Estados Unidos e lançado em 1914.